# Griesingen
Griesingen település Németországban, azon belül Baden-Württembergben. Lakosainak száma 1061 fő (2023. december 31.).

## Népesség
A település népessége az elmúlt években az alábbi módon változott:
| Lakosok száma | 713  | 1034 | 1039 | 1048 | 1054 | 1061 |
|               | 1975 | 2017 | 2019 | 2021 | 2022 | 2023 |